# Вивиан, Даниэль
Даниэль Вивиан Морено (исп. Daniel Vivian Moreno; 5 июля 1999, Витория-Гастейс, Испания) — испанский футболист, защитник клуба «Атлетик Бильбао» и сборной Испании. Чемпион Европы 2024 года.

## Клубная карьера
16 августа 2021 года Вивиан дебютировал за «Атлетик Бильбао» в матче Чемпионата Испании против «Эльче». Позже, в этом же месяце, Даниэль был зарегистрирован в качестве игрока основной команды.

## Карьера в сборной
22 марта 2024 года Вивиан дебютировал за сборную Испании, выйдя в стартовом составе, в товарищеском матче против сборной Колумбии.

## Статистика выступлений

### Выступления за сборную
| Сборная          | Год              | Чемпионаты Европы | Чемпионаты Европы | Товарищеские матчи | Товарищеские матчи | Итого | Итого |
| Сборная          | Год              | Игры              | Голы              | Игры               | Голы               | Игры  | Голы  |
| ---------------- | ---------------- | ----------------- | ----------------- | ------------------ | ------------------ | ----- | ----- |
| Испания          | 2024             | 2                 | 0                 | 2                  | 0                  | 4     | 0     |
| Всего за карьеру | Всего за карьеру | 2                 | 0                 | 2                  | 0                  | 4     | 0     |

### Матчи и голы за сборную
| Матчи и голы Вивиана за сборную Испании | Матчи и голы Вивиана за сборную Испании | Матчи и голы Вивиана за сборную Испании | Матчи и голы Вивиана за сборную Испании | Матчи и голы Вивиана за сборную Испании | Матчи и голы Вивиана за сборную Испании |
| №                                       | Дата                                    | Оппонент                                | Счёт                                    | Голы                                    | Соревнование                            |
| --------------------------------------- | --------------------------------------- | --------------------------------------- | --------------------------------------- | --------------------------------------- | --------------------------------------- |
| 1                                       | 22 марта 2024                           | Колумбия                                | 0:1                                     | —                                       | Товарищеский матч                       |
| 2                                       | 5 июня 2024                             | Андорра                                 | 5:0                                     | —                                       | Товарищеский матч                       |
| 3                                       | 24 июня 2024                            | Албания                                 | 1:0                                     | —                                       | Финальные матчи ЧЕ-2024                 |
| 4                                       | 9 июля 2024                             | Франция                                 | 2:1                                     | —                                       | Финальные матчи ЧЕ-2024                 |

Итого: 4 матча / 0 голов; 3 победы, 0 ничьих, 1 поражение.

## Достижения
«Атлетик Бильбао»
- Обладатель Кубка Испании: 2023/24

Сборная Испании
- Чемпион Европы: 2024
- Серебряный призёр Лиги наций УЕФА: 2024/25